# Нунан, Тимоти
Тимоти Нунан (Нунэн, Timothy Nunan; род. 18 октября 1985) — историк, специалист по международной и глобальной истории. Доктор философии, профессор Регенсбургского университета, перед чем и. о. завкафедрой глобальной истории Свободного университета Берлина. В последнем работал научным сотрудником с октября 2016 года. Лауреат Heinz Maier-Leibnitz-Preis от DFG (2020). В 2014—2017 исполнительный директор Фонда премии Тойнби (Toynbee Prize Foundation).

## Биография
Окончил Принстон (бакалавр summa cum laude, 2008), Phi Beta Kappa. В 2008—2009 годах стипендиат Фулбрайта в Геттингенском и Берлинском университетах. В оксфордском колледже Корпус-Кристи получил степень магистра M.Phil. (2011), будучи стипендиатом Родса. В Оксфорде же получил и степень доктора философии по истории (в 2013). Находясь в 2013—2014 годах в Гарварде переработал свою диссертацию в академическую монографию под названием Humanitarian Invasion: Global Development in Cold War Afghanistan, вышедшую в 2016 в серии Global and International History издательства Cambridge University Press (в 2022 она также выйдет в переводе на русский язык в издательстве Novoe Literaturnoe Obozrenie). Данная книга вошла в список лучших 2016 года по версии Guardian; высоко оценил её Анатоль Ливен.
Переводил Карла Шмитта, его сборник которого под названием Writings on War вышел в Polity Press в 2011 {Рец.}. С 2018 года член редколлегии Humanity (journal).
Автор книги Humanitarian Invasion: Global Development in Cold War Afghanistan (Cambridge UP, 2016) {Рец. Jayant Prasad}.

## Интервью
- https://blogs.lse.ac.uk/southasia/2017/11/02/humanitarian-action-which-should-be-neutral-has-been-tainted-with-the-stench-of-regime-change-and-reactionary-politics-timothy-nunan/
- https://www.himalmag.com/afghanistan-graveyard-or-development-timothy-nunan-interview-2021/